# Volkovskaïa (métro de Saint-Pétersbourg)
Pour les articles homonymes, voir Volkovskaïa.
Volkovskaïa (en russe : Волковская) est une station de la ligne 5 du Métro de Saint-Pétersbourg. Elle est située dans le raïon de Frounzé, à Saint-Pétersbourg en Russie.
Mise en service en 2008, elle est desservie par les rames circulants sur la ligne 5.

## Situation sur le réseau

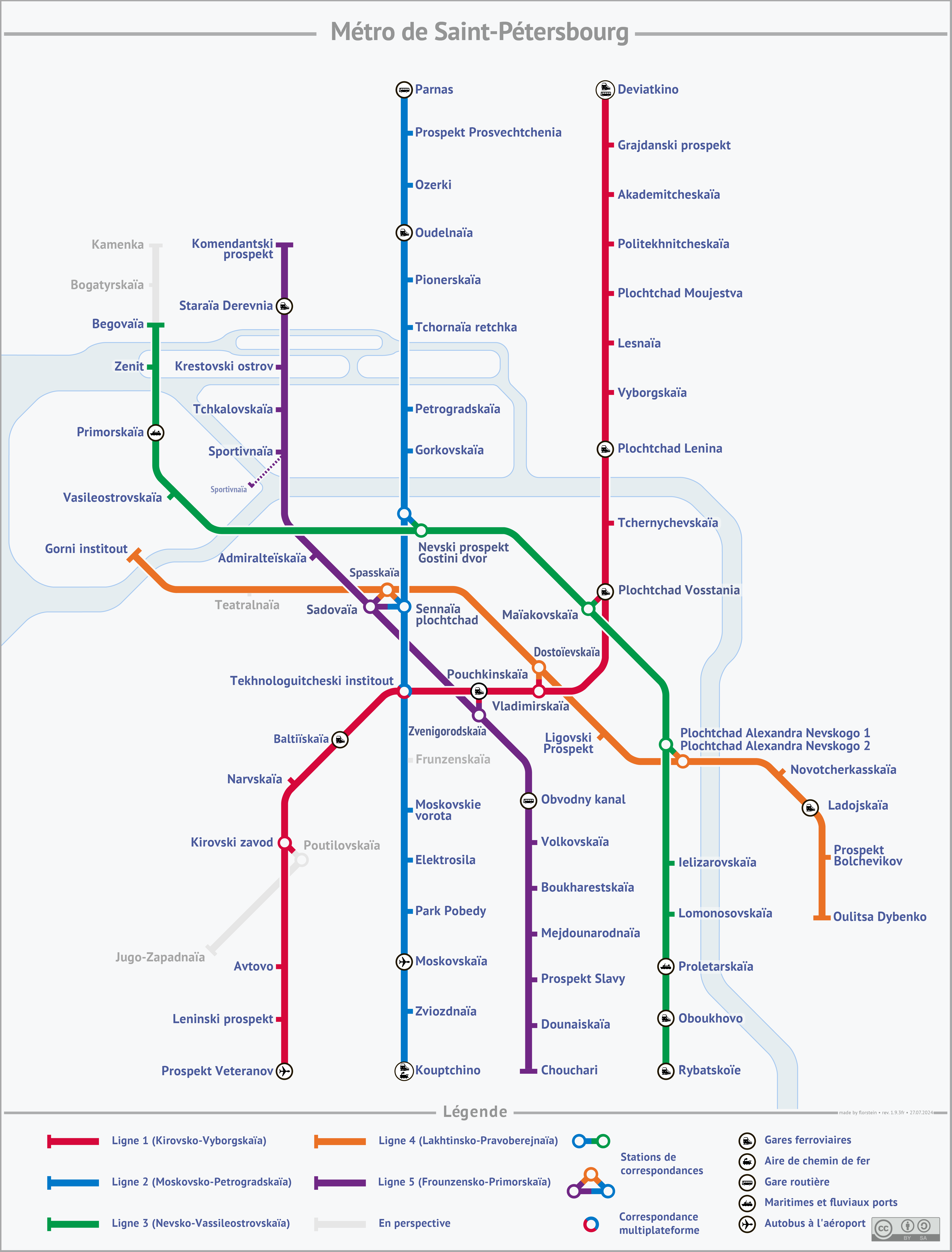
Plan du métro.

Établie en souterrain, à 61 mètres de profondeur, Volkovskaïa est une station de passage de la ligne 5, du métro de Saint-Pétersbourg. Elle est située entre la station Obvodny kanal, en direction du terminus nord Komendantski prospekt, et la station Bukharestskaïa, en direction du terminus sud Chouchary.
Elle dispose d'un quai central encadré par les deux voies de la ligne.

## Histoire
La station Volkovskaïa est mise en service le 20 décembre 2008, lors de l'ouverture à l'exploitation de la section de Volkovskaïa à Zvenigorodskaïa. Elle est nommée en référence au quartier résidentiel éponyme et aux lieux proches : l'avenue Volkovski, le cimetière Volkovskoïe et la gare de marchandise Volkovskaïa.

## Services aux voyageurs

### Accès et accueil
Elle dispose, en surface, d'un hall d'accès, au rez-de-chaussée d'un immeuble commercial. situé à l'ouest de la station, il est en relation avec le quai par un souterrain en pente équipé de quatre escaliers mécaniques prolongé par un couloir et un escalier fixe.

Installations
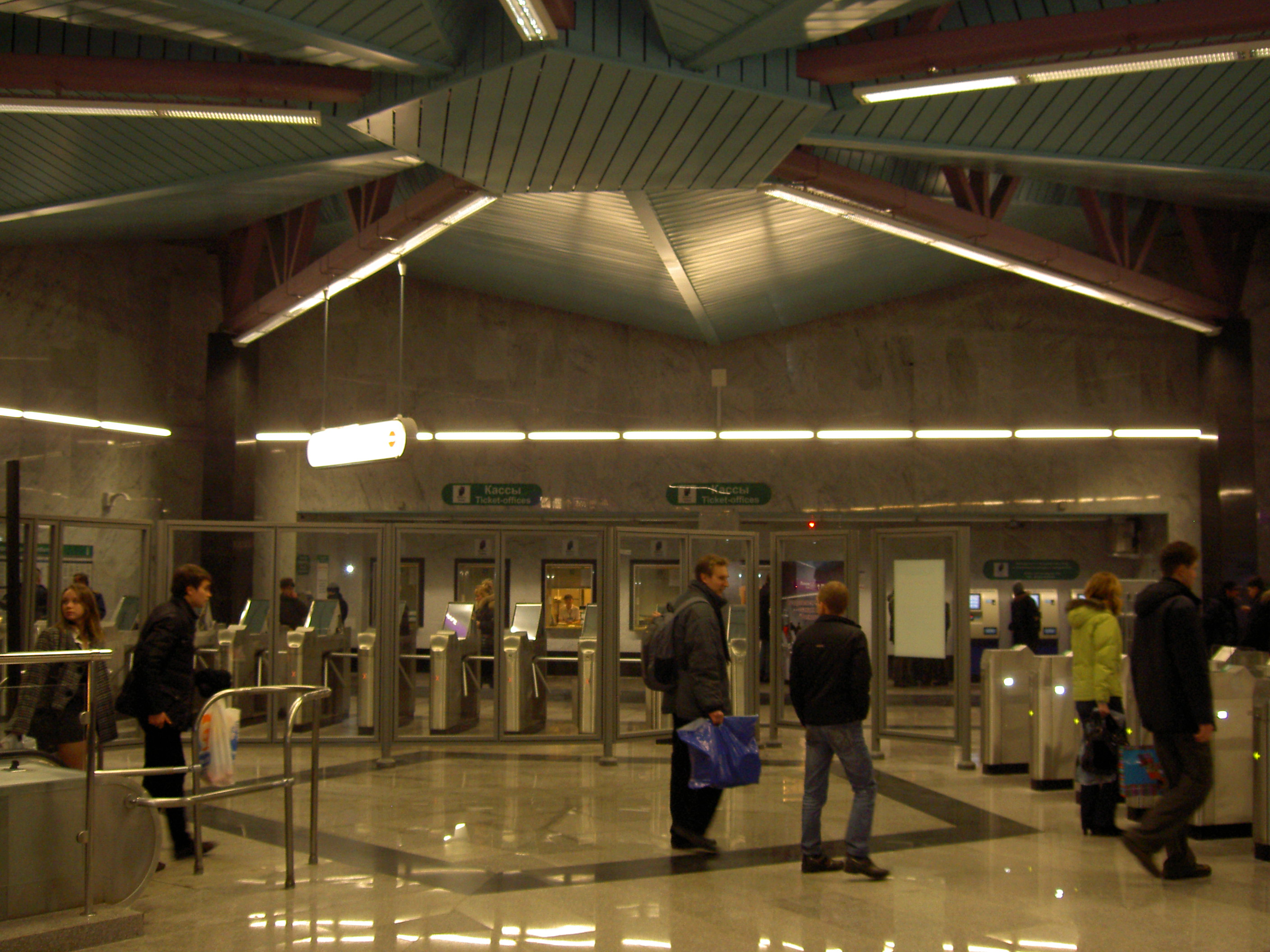
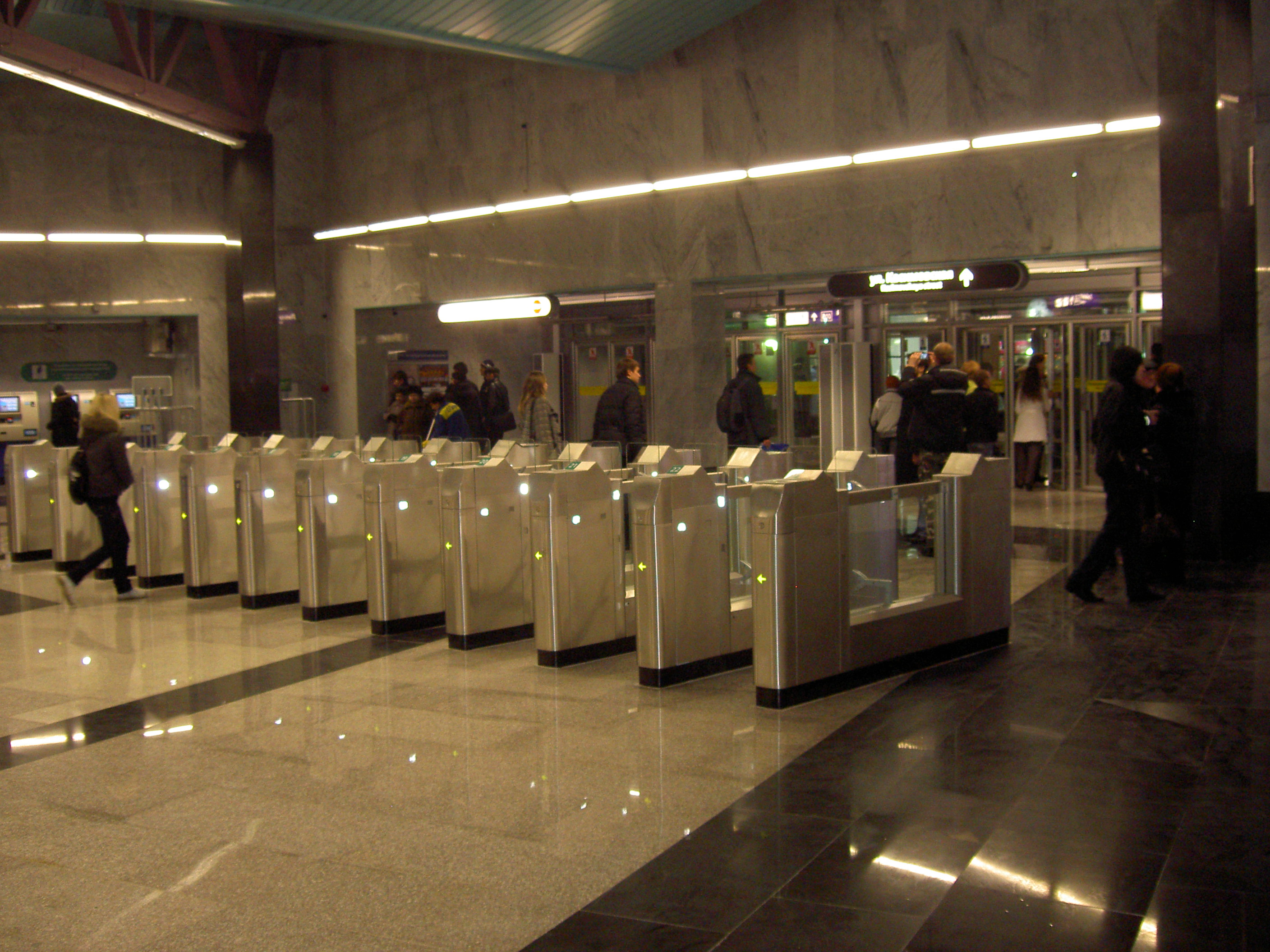
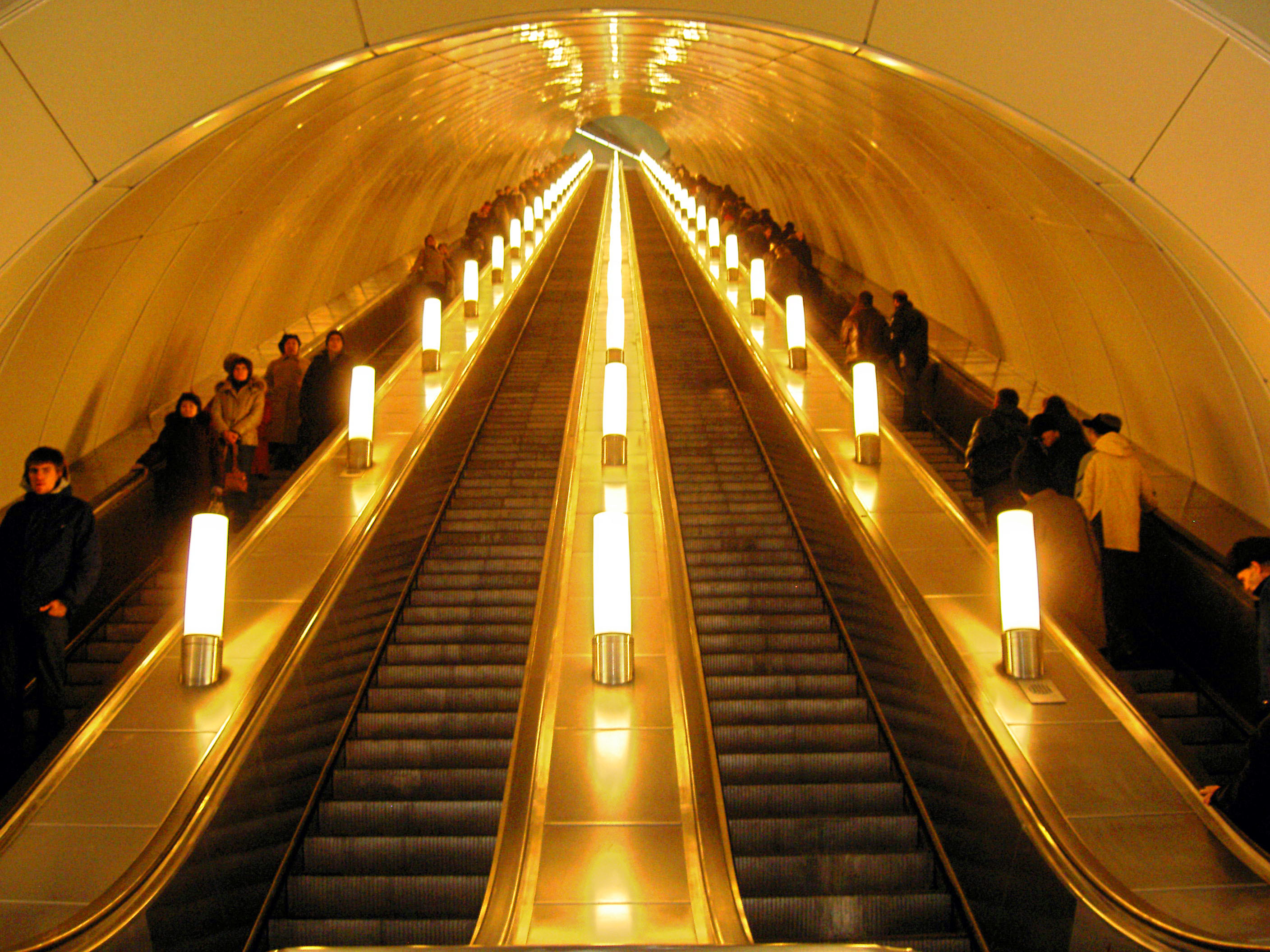

### Desserte
Volkovskaïa est desservie par les rames de la ligne 5 du métro de Saint-Pétersbourg.

Installations et desserte
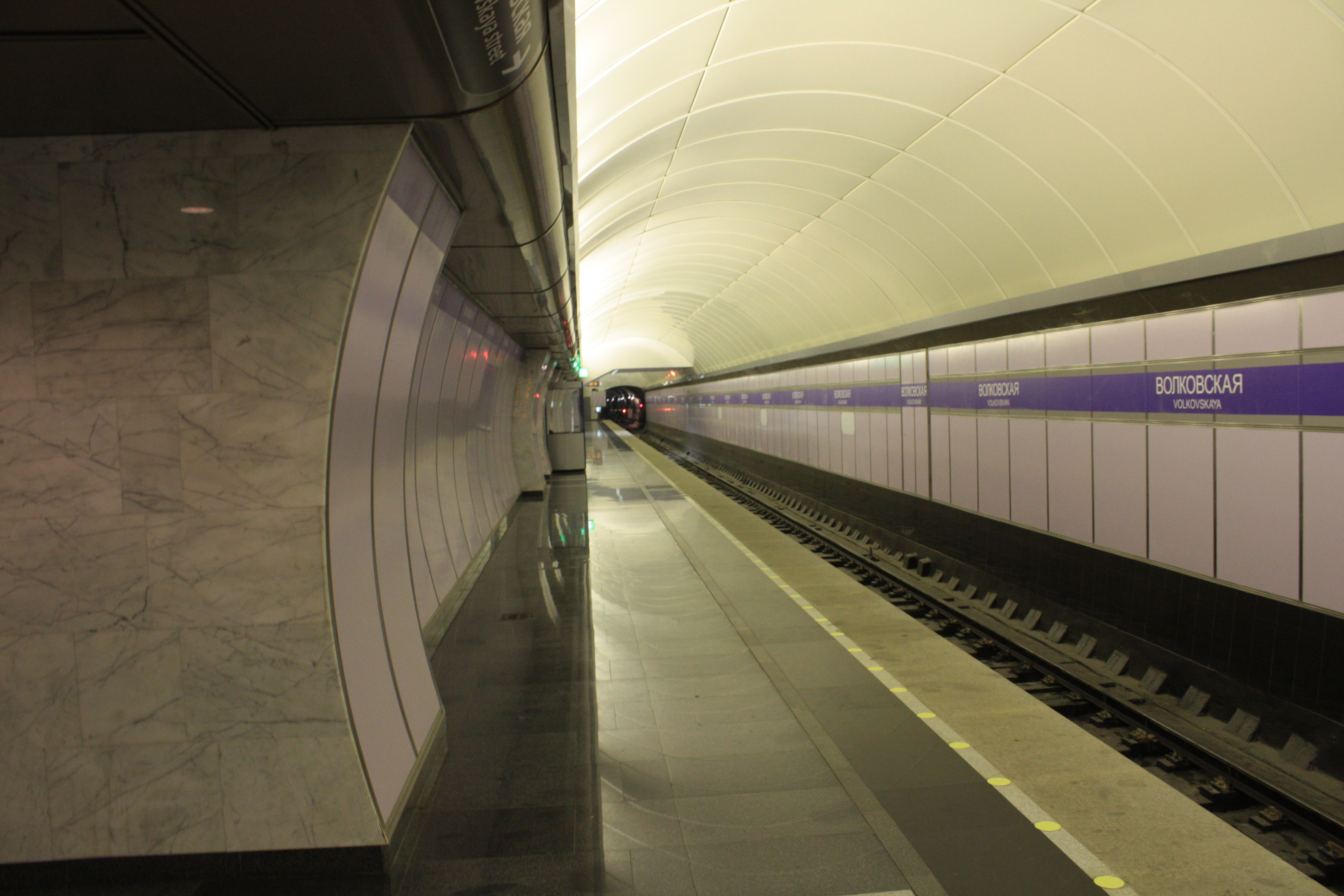
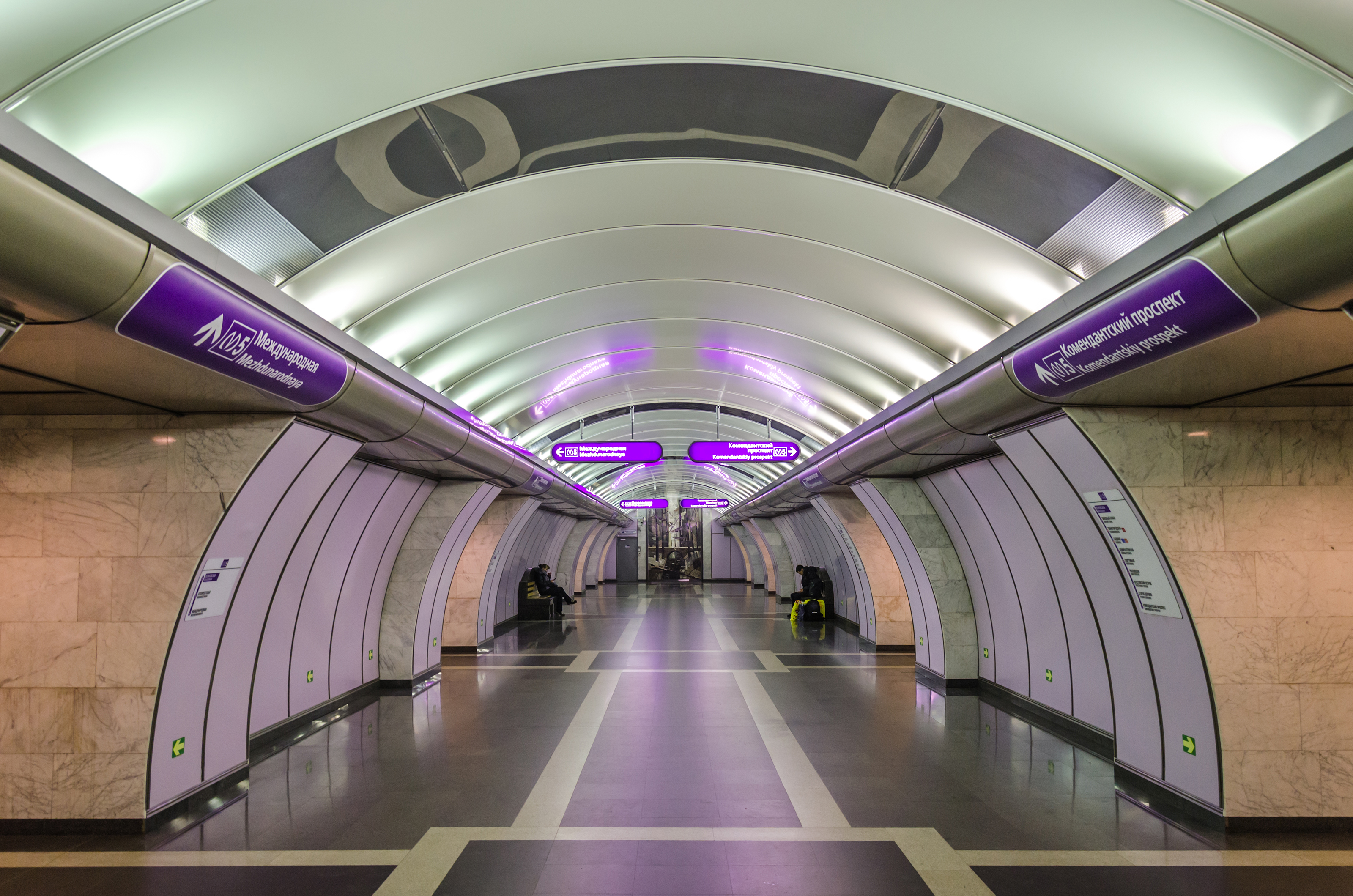
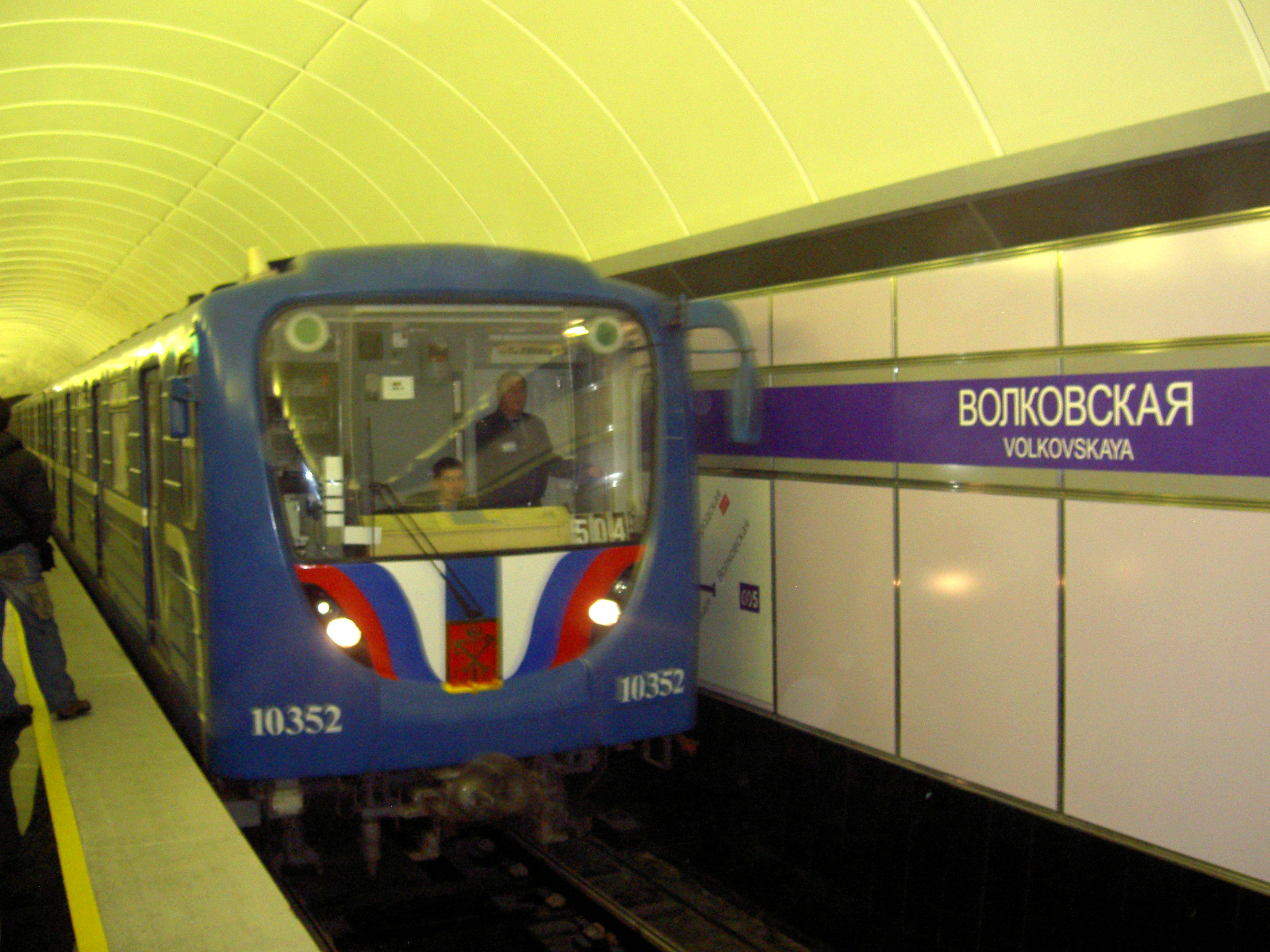

### Intermodalité
À proximité : une station du tramway de Saint-Pétersbourg est desservie par les lignes 25 et 49 ; un arrêt des trolleybus de Saint-Pétersbourg est desservi par la ligne 42 ; et des arrêts de bus sont desservis par plusieurs lignes.